# Maria Sawicka
Maria Elżbieta Sawicka (ur. 8 lipca 1923 w miejscowości Orzeł koło Kalisza, zm. 16 września 2011 w Łodzi) – polska działaczka społeczna, adwokat.
Córka Lucjana Sawickiego i Kazimiery zd. Krysiak, siostra Andrzeja (ur. 1928) i Barbary (ur. 1922), którzy oboje brali udział w powstaniu warszawskim, a po wojnie zostali lekarzami. Według niepotwierdzonych źródłowo informacji Maria Sawicka również miała brać udział w powstaniu warszawskim. W roku 1948 ukończyła studia prawnicze na Uniwersytecie Łódzkim. Do 1975 pracowała jako adwokat. 
W 1981 założyła i przez ponad 30 lat prowadziła „Telefon Zaufania dla Kobiet z Ciążą Problemową i Spraw Rodzinnych” przy Wydziale Duszpasterskim Rodzin Kurii Metropolitalnej Łódzkiej. Współzałożycielka Funduszu Ochrony Macierzyństwa i Domu Samotnej Matki, należącego do Centrum Służby Rodzinie w Łodzi. Przez wiele lat reprezentowała ludzi najbiedniejszych podczas procesów sądowych.
Przewodnicząca Rady do spraw Rodziny przy Wojewodzie Łódzkim.
W 2017 jej imieniem została nazwana jedna z ulic w Ogrodzieńcu.

## Odznaczenia i wyróżnienia
- Krzyż Kawalerski Orderu Odrodzenia Polski[3] (przyznany 30 czerwca 2005 r.)
- Order Pro Ecclesia et Pontifice przyznany przez Jana Pawła II[3]
- Odznaka honorowa „Za Zasługi dla Ochrony Praw Człowieka”[3]
- Złoty Medal Archidiecezji Łódzkiej[3]
- Tytuł prawnika roku 2007 „Pro Bono”[3]
- Nagroda Miasta Łodzi (2005)[7][9].